# چارلی کالدین (بازیکن فوتبال، زاده ۱۸۸۸)
چارلی کالدین (انگلیسی: Charlie Calladine؛ 1888 – ۱ ژوئن ۱۹۱۶ (aged 28)) بازیکن فوتبال بود.